# 빅토리아 로웰

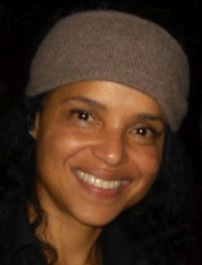

빅토리아 로웰(Victoria Rowell, 1959년 5월 10일 ~ )는 미국의 영화 제작자, 작가, 모델, 무용가이다.
포틀랜드에서 태어났다.

## 출연 작품
- 아이 러브 유 (2014년) - 바바라 역
- 오브 보이스 앤 멘 (2008년)
- 폴리와 마리 (2007년)
- 홈 오브 더 브레이브 (2006년)
- 어 퍼펙트 핏 (2005년)
- 웨이크 인 프로비던스 (2005년) - 엘리사 역
- 성자들의 축제 (2001, The Feast of All Saints)
- 이브의 시선 (1997년)
- 바브 와이어 (1996년)
- 아버지의 비밀 (1994년)
- 덤 앤 더머 (1994년) - FBI 특별요원 베스 조단 역
- 닥터슬론 (1993년)
- 울프 캅 (1993년)
- 제이제이 (1992년)
- 메두사 파괴 공작 (1987년)
- 코스비 가족 (1984년)
- 더 영 앤 더 레스트리스 (1973년)
- 애즈 더 월드 턴즈 (1956년)